# Alexander Throm

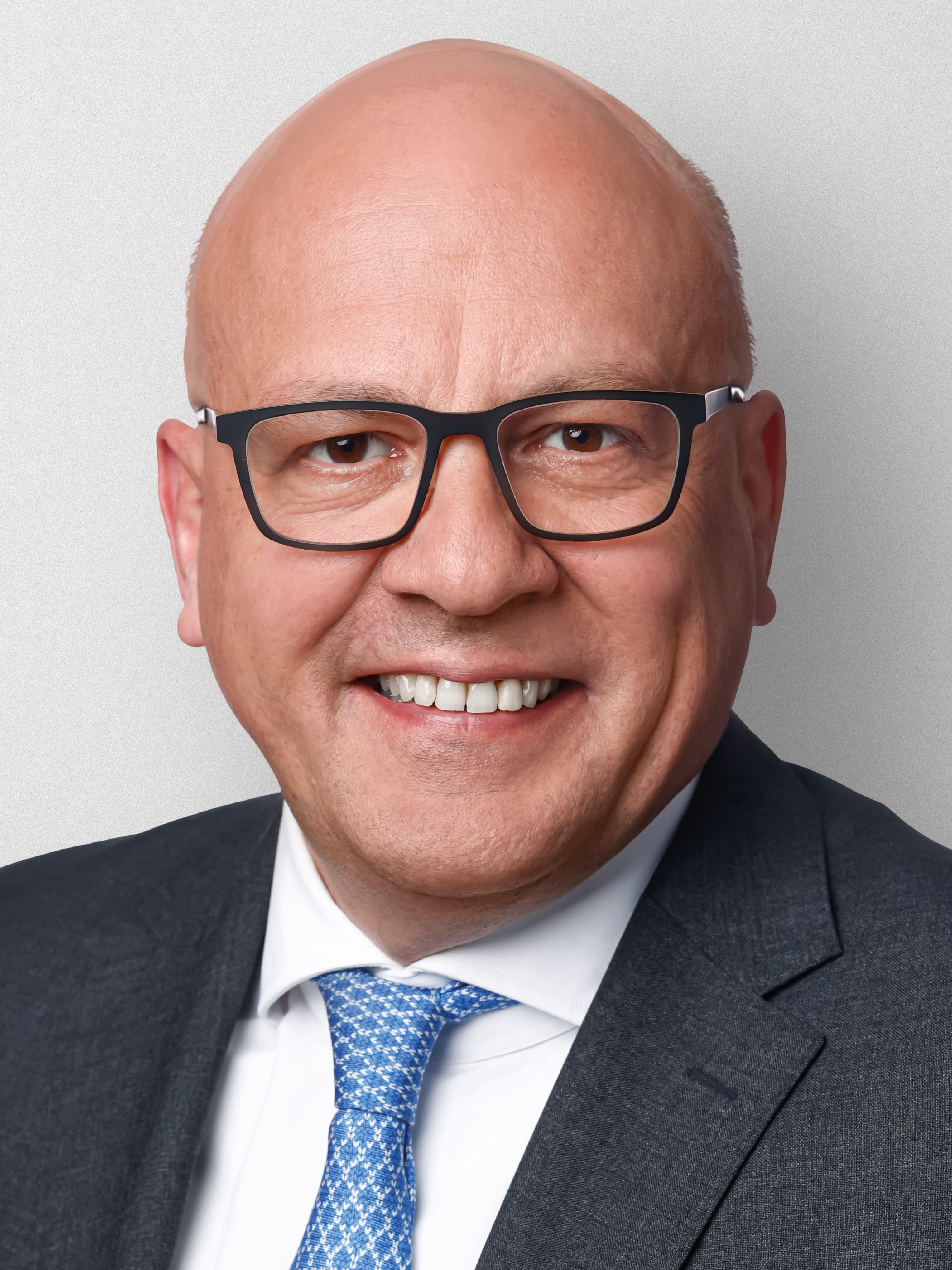
Alexander Throm (2021)

Alexander Richard Throm (* 8. September 1968 in Heilbronn) ist ein deutscher Rechtsanwalt und Politiker (CDU). Seit 2017 ist er Mitglied des Deutschen Bundestages, in dem er den Wahlkreis Heilbronn als Direktkandidat vertritt und seit Dezember 2021 Innenpolitischer Sprecher der CDU/CSU-Bundestagsfraktion. Zuvor war er von 2011 bis 2016 Mitglied des baden-württembergischen Landtags.

## Ausbildung und Beruf
Throm besuchte in Heilbronn die Silcherschule (Grundschule) und das Justinus-Kerner-Gymnasium und machte sein Abitur 1988 am Wirtschaftsgymnasium der Gustav-von-Schmoller-Schule Heilbronn. Ein Studium der Rechtswissenschaften an der Universität Mannheim schloss er 1993 mit dem Ersten Staatsexamen ab. Dem Referendariat am Landgericht Heilbronn folgte 1995 das Zweite Staatsexamen. Anschließend arbeitete er anfangs als Mitarbeiter, später als Partner in einer Heilbronner Anwaltskanzlei. 2001 gründete er mit mehreren Partnern in Heilbronn die Kanzlei THSB – Throm, Hauser, Strobl, von Berlichingen. Alexander Throm ist Fachanwalt für Bau- und Architektenrecht und Fachanwalt für Arbeitsrecht.

## Partei
Throm trat 1984 in die Junge Union und 1986 in die CDU ein. Von 1994 bis 2022 war er Stadtrat seiner Heimatstadt Heilbronn, von 2003 bis 2018 CDU-Fraktionsvorsitzender im Gemeinderat und 1. Stellvertreter des Oberbürgermeisters aus der Mitte des Gemeinderats. Von 2006 bis 2018 war er Vorsitzender des CDU-Stadtverbandes Heilbronn, seit 2007 stellvertretender Vorsitzender des CDU-Kreisverbandes Heilbronn. Am 25. November 2017 wurde er zum Kreisvorsitzenden gewählt, nachdem der Landtagsabgeordnete Bernhard Lasotta nicht erneut kandidierte.

## Landtag
Bei der baden-württembergischen Landtagswahl am 27. März 2011 kandidierte er in Nachfolge der bisherigen CDU-Abgeordneten Johanna Lichy im Wahlkreis Heilbronn und erreichte mit einem Stimmenanteil von 37,0 Prozent das Erstmandat.
Im Landtag war er Mitglied im Innenausschuss sowie im Ausschuss für Europa und Internationales. Zudem war er Obmann der CDU-Fraktion im Untersuchungsausschuss zum EnBW-Deal. Innerhalb der CDU-Landtagsfraktion war er Mitglied im Fraktionsvorstand, Vorsitzender des Arbeitskreises "Untersuchungsausschuss Ankauf der EnBW-Anteile", Mitglied im Arbeitskreis "Innenpolitik", Mitglied im Arbeitskreis "Europa und Internationales", Fachpolitischer Sprecher für Große Städte.
Bei der Landtagswahl 2016 unterlag er mit 22,7 Prozent der Stimmen im Wahlkreis der Grünen-Kandidatin Susanne Bay und verpasste den Wiedereinzug in den Landtag.

## Bundestag
Am 19. November 2016 nominierte die CDU Heilbronn Throm als Kandidaten für die Bundestagswahl 2017 im Bundestagswahlkreis Heilbronn (267) als Nachfolger von Thomas Strobl. Bei der Wahl zum 19. Deutschen Bundestag errang er das Direktmandat mit 35,3 Prozent der Erststimmen und ist seitdem Mitglied des deutschen Bundestags.
Die CDU/CSU-Bundestagsfraktion entsendete Throm im 19. Deutschen Bundestag als ordentliches Mitglied und Obmann des Innenausschusses sowie ordentliches Mitglied in den Ausschuss für Wahlprüfung, Immunität und Geschäftsordnung. Des Weiteren war Throm stellvertretendes Mitglied im Ausschuss für wirtschaftliche Zusammenarbeit und Entwicklung, im Ausschuss für Bau, Wohnen, Stadtentwicklung und Kommunen sowie im Ausschuss für Recht und Verbraucherschutz. Vom 26. September 2019 bis zu dessen Abschluss war Throm ordentliches Mitglied im 1. Untersuchungsausschuss der 19. Wahlperiode des deutschen Bundestages zum Anschlag auf dem Berliner Breitscheidplatz am 19. Dezember 2016.
Bei der Bundestagswahl 2021 konnte er sein Direktmandat mit 27,8 Prozent der Erststimmen verteidigen.
Im 20. Deutschen Bundestag ist Alexander Throm ordentliches Mitglied im Ausschuss für Inneres und Heimat. Am 13. Dezember 2021 wählte die CDU/CSU-Bundestagsfraktion Alexander Throm zu ihrem innenpolitischen Sprecher.
Auch bei der vorgezogenen Bundestagswahl 2025 sicherte sich Throm das Direktmandat für die CDU – mit 35,0 Prozent der Erststimmen im Wahlkreis Heilbronn. In der 21. Legislaturperiode gehört er weiter dem Innenausschuss des Bundestages als ordentliches Mitglied an und wurde von der CDU/CSU-Bundestagsfraktion als ihr innenpolitischer Sprecher bestätigt. Am 26. Juni 2025 wählte das Plenum des Bundestages ihn in das Parlamentarische Kontrollgremium zur Kontrolle der Nachrichtendienste des Bundes.

## Positionen (Auswahl)
Im Januar 2023 forderte Throm die Begrenzung für die Anzahl der Asylanträge in Deutschland. Vom im Januar 2024 novellierten Staatsbürgerschaftsgesetz behauptete Throm, es diene der Bundesregierung dazu, die Gesellschaft zu verändern.
Im April 2024 forderte er, schwerkriminelle Ausreisepflichtige so lange in Arrest zu nehmen, bis sie freiwillig in ihre Heimat zurückreisen. Im Oktober 2024 sprach er sich für ein Einreiseverbot gegen Greta Thunberg, die er als „Antisemitin“ bezeichnete, aufgrund israelfeindlicher Aktivitäten aus.

## Mitgliedschaften
Throm war bis August 2019 Aufsichtsratsmitglied bei der Südwestdeutsche Salzwerke AG. Bei der Kreissparkasse Heilbronn war er bis Ende März 2022 Mitglied des Verwaltungsrat. Im Deutschen Bundestag ist Alexander Throm Mitglied der Parlamentariergruppe der überparteilichen Europa-Union Deutschland, die sich für ein föderales Europa und den europäischen Einigungsprozess einsetzt.

## Persönliches
Alexander Throm ist seit 1996 verheiratet und hat einen Sohn und eine Tochter. Zusammen mit seiner Familie lebt er in Heilbronn.